# Ingerana charlesdarwini
Ingerana charlesdarwini är en groddjursart som först beskrevs av Das 1998.  Ingerana charlesdarwini ingår i släktet Ingerana och familjen Dicroglossidae. IUCN kategoriserar arten globalt som akut hotad. Inga underarter finns listade i Catalogue of Life.